# زيندانلوالسفلي (شهرستانة)
زيندانلوالسفلی (بالفارسية: زیندانلو سفلی) هي قرية تقع في إيران في قسم شهرستانة الريفي. يقدر عدد سكانها بـ 361 نسمة .